# Оз: Великий и Ужасный
«Оз: Вели́кий и Ужа́сный» (англ. Oz the Great and Powerful) — фэнтезийно-приключенческий фильм режиссёра Сэма Рэйми, приквел фильма «Волшебник страны Оз» 1939 года. Выпущен студией Walt Disney Pictures в традиционном 2D, а также в Disney Digital 3D, RealD Cinema и IMAX 3D-формате. Мировая премьера состоялась 7 марта 2013 года.

## Сюжет
1905 год, Канзас. Оскар Диггс работает фокусником в путешествующем цирке. Цирковой силач узнав, что Оскар флиртовал с его женой, в гневе бросается на него. Фокусник прыгает в воздушный шар и его уносит ураганом в страну Оз. Там он встречает красивую, но наивную ведьму Теодору, которая верит, что он волшебник и спасет страну от злой ведьмы. Оскар пользуется случаем для того, чтобы стать богатым королём. По пути в Изумрудный город Теодора влюбляется в Оскара, но тот не отвечает на её чувства. Они сталкиваются с летающей обезьяной Финли, который поклялся быть верным Оскару, после чего последний раскрывает обезьяне то, что он не волшебник.
В Изумрудном городе Оскар встречает Эванору, старшую сестру Теодоры, которая утверждает, что Злая ведьма живёт в тёмном лесу, а для победы над ней нужно сломать её палочку. По пути к лесу Оскар и Финли встречают Фарфоровую девочку, деревня и семья которой были уничтожены Злой ведьмой. Оскар склеивает разбитые ножки девочки и они продолжают путь уже втроём. Дойдя до леса и украв палку, они обнаруживают, что «Злая ведьма» — Добрая ведьма Глинда, а настоящей Злой ведьмой является Эванора. Она видит происходящее через хрустальный шар. Теодора начинает думать, что Оскар не любит её. Для того, чтобы устранить её душевную боль, Эванора предлагает ей съесть зелёное яблоко. Оно превращает Теодору в Злую ведьму Запада с отвратительной зелёной кожей, которую боится даже Эванора.
Глинда приводит компанию к себе домой, чтобы избежать армии Эваноры, состоящей из летающих бабуинов. Она откровенно заявляет Оскару, что он не волшебник а шарлатан, но предлагает ему остаться, чтобы справиться с Эванорой. Теодора проникает в дом Глинды и раскрывает свой новый отвратительный облик Оскару, угрожая захватить дом с помощью армии Изумрудного города. Тем временем Оскар задумал план для победы над врагами, опирающийся на обман.
Глинда и её подданные предпринимают ложную атаку на Изумрудный город с помощью кукол с целью заманить бабуинов в маковые поля и усыпить. Однако, двум бабуинам удается захватить Глинду и привести её к Ведьмам, которые собираются устроить казнь. Фарфоровая девочка незаметно подбирает выпавшую палочку Глинды и пробирается через маковые поля к городу. Тем временем Оскар проникает в Изумрудный город со своими друзьями и по неизвестной причине покидает его вместе с золотом. Теодора стреляет в него огненными шарами. Используя дымовую машину и проектор изображения, Оскар отправляет пустой воздушный шар прочь из города, заставив всех думать, что тот сбежал. Теодора взрывает воздушный шар магией. Затем Оскар предстаёт перед ней в виде большой головы в клубах дыма и использует фейерверки, чтобы напугать ведьм. Теодора улетает на своей метле, и, несмотря на предложение Оскара исправить свои прошлые ошибки, отвергает его. Эванора прячется в замке, но во время битвы с Глиндой у неё разрушается волшебное ожерелье, после чего раскрывается её истинный, страшный облик. Она вместе с двумя оставшимися бабуинами покидает город.
Оскар становится королём и поддерживает веру в его королевское происхождение с помощью проектора. Он дарит подарки спутникам. Наку — маску с улыбкой, Мастеру Тинкеру — ножевой инструмент, Финли — дружбу, Глинде — любовь, а Фарфоровой девочке — семью.

## В ролях
| Актёр           | Роль                                                        |
| --------------- | ----------------------------------------------------------- |
| Джеймс Франко   | Оскар Диггс (Оз)                                            |
| Мишель Уильямс  | Глинда, добрая ведьма / Энни, бывшая возлюбленная Оза       |
| Мила Кунис      | Теодора, Злая ведьма Запада                                 |
| Рэйчел Вайс     | Эванора, Злая ведьма Востока                                |
| Зак Брафф       | Фрэнк, цирковой ассистент Оза / летающая обезьяна Финли     |
| Джои Кинг       | девочка в инвалидной коляске / Фарфоровая девочка (озвучка) |
| Тони Кокс       | Нак, глашатай Изумрудного города                            |
| Билл Коббс      | Главный мастер                                              |
| Тим Холмс       | цирковой силач                                              |
| Эбигейл Спенсер | Мэй, цирковая ассистентка Оза                               |
| Тед Рэйми       | скептик в цирке / мастер                                    |
| Мартин Клебба   | жевун-повстанец                                             |
| Брюс Кэмпбелл   | мигун-охранник                                              |

## Съёмки
Съёмки начались в июле 2011 года и проходили в городах Детройте и Понтиаке штата Мичиган.
Площадки для натурных съемок в пригороде Детройта, которые использовались в съёмках фильма, подбирал профессиональный озеленитель Дэн Гиллули. Бродя по окрестностям, он нашёл фруктовый сад, усеянный высохшими персиковыми деревьями. Они стали основой Тёмного Леса. Ещё одним немаловажным дополнением к колоритной локации стали кусты чертополоха, которые Гиллули в изобилии нашёл на городских пустырях.
Претендентами на место режиссёра были Сэм Мендес, Адам Шенкман и Тимур Бекмамбетов.
Роберт Дауни-младший и Джонни Депп рассматривались на роль Оза. Поскольку Дауни снимался в «Мстителях» (2012), а Депп — в фильме «Мрачные тени» (2012), а позже — в «Одиноком рейнджере» (2013), роль получил Джеймс Франко.
Слоган фильма — «Find yourself in Oz» (в дословном переводе — «Найди себя в Оз»).
В фильме есть отсылки к главным героям оригинального фильма: Оз использует пугала, похожие на Страшилу Мудрого; один из действующих героев, главный мастер, в будущем смастерит металлическое тело для Железного дровосека; напавший на Финли лев, испугавшийся трюка Оза, является явным намёком на Трусливого льва.

## Съёмочная группа[18]
- продюсер — Джо Рот
- режиссёр — Сэм Рэйми
- сценаристы:
  - Митчелл Кэпнер
  - Дэвид Линдси-Эбер
- оператор — Питер Деминг
- художник-постановщик — Роберт Стромберг
- режиссёр монтажа — Боб Муравски
- художники по костюмам:
  - Гэри Джонс
  - Майкл Куче
  - Михаэль Кутше (костюмы ведьм)
- композитор — Дэнни Эльфман
- художники по гриму:
  - Грег Никотеро
  - Говард Бергер

## Музыка
Композитор Дэнни Эльфман отметил, что оценка фильма была достаточно быстрой и большинство музыки было написано за шесть недель. Что касается тональной оценки качества, Эльфман заявил: «Мы собираемся использовать подход, который является старой школой, но не самосознательно старомодным. Пусть мелодрама будет мелодрамой, пусть все будет тем, что есть. Я также думаю, что преимущество в том, что я могу писать нарративно, а когда я могу писать нарративно, я тоже могу двигаться быстрее, потому что это мои естественные инстинкты, я могу рассказать историю в музыке».
Американская певица Мэрайя Кэри записала промосингл под названием «Almost Home» для саундтрека к фильму. Сингл был выпущен 19 февраля 2013 года Island Records.

#### Саундтрек
Оригинальный саундтрек к «Oz the Great and Powerful» был выпущен в цифровой версии и на физическом носителе Walt Disney Records 5 марта 2013 года. Релиз физического компакт-диска был связан с Intrada Records.
Вся музыка написана Danny Elfman.
| №                   | Название                            | Длительность |
| ------------------- | ----------------------------------- | ------------ |
| 1.                  | «Main Titles»                       | 2:57         |
| 2.                  | «A Serious Talk»                    | 2:23         |
| 3.                  | «Oz Revealed»                       | 1:58         |
| 4.                  | «A Strange World»                   | 1:48         |
| 5.                  | «Where Am I?/Schmooze-A-Witch»      | 2:05         |
| 6.                  | «Fireside Dance»                    | 1:19         |
| 7.                  | «Meeting Finley»                    | 1:57         |
| 8.                  | «The Emerald Palace»                | 0:47         |
| 9.                  | «Amanece, Amanece / Dios de Pactos» | 2:56         |
| 10.                 | «China Town»                        | 3:07         |
| 11.                 | «A Con Job»                         | 1:47         |
| 12.                 | «Glinda Revealed»                   | 1:43         |
| 13.                 | «The Munchkin Welcome Song»         | 0:41         |
| 14.                 | «Bad Witch»                         | 4:32         |
| 15.                 | «The Bubble Voyage»                 | 2:48         |
| 16.                 | «Great Expectations/The Apple»      | 4:58         |
| 17.                 | «Meeting the Troops»                | 1:18         |
| 18.                 | «What Army»                         | 0:29         |
| 19.                 | «Theodora's Entrance/Puppet Waltz»  | 1:51         |
| 20.                 | «A Threat»                          | 2:07         |
| 21.                 | «Bedtime/The Preparation Montage»   | 7:00         |
| 22.                 | «Call to Arms»                      | 2:13         |
| 23.                 | «Destruction»                       | 2:38         |
| 24.                 | «Oz the Great and Powerful»         | 1:25         |
| 25.                 | «Fireworks/Witch Fight»             | 1:39         |
| 26.                 | «Time for Gifts»                    | 5:54         |
| 27.                 | «End Credits from Oz»               | 1:59         |
| Общая длительность: | Общая длительность:                 | 1:06:19      |

## Кассовые сборы
Картина за первые дни после премьеры собрала 80 миллионов долларов в Северной Америке и более 300 — по всему миру.

## Критика
Обозреватели журнала о кино «25-й кадр» выразили две точки зрения. Василий Марин, высказавший мнение «за», поставил фильму 3,5 из 5. По мнению рецензиата, «юмор является основным механизмом, который позволяет не терять интерес к происходящему». Но при этом критик считает, что Мила Кунис (Теодора) не до конца раскрыла свой образ, да и от остальных актёров «ждёшь чего-то большего, так же как и от довольно схематичной истории». В заключение обозреватель посчитал, что фильм ориентирован на детскую аудиторию, а «привередливым взрослым» не стоит искать «излишней сложности и изобретательности», а просто насладиться кино. В свою очередь, Александр Гофман, выразивший мнение «против», поставил фильму 2,5 по пятибалльной шкале. Критик считает, что «корнем всех зол» является сюжет, написанный тремя сценаристами, отчего картина хотя и получилась «красочной и эффектной», но в то же время и «фальшивой». По мнению обозревателя, картина не для детей, потому что «эмоциональный фон не тот, и события не достаточно динамичны», а также, что фильм уже забудут через десяток лет.
Киновед веб-сайта IGN, Борис Иванов, поставил фильму 6 баллов из 10. Рецензиат считает, что «самое больное место фильма — его сюжет», потому что кино отличается от произведения героями, а новые так и не раскрылись полностью. В заключение рецензиат сказал, что в фильме «хорошие актеры, грандиозные эффекты, слабый сценарий — Голливуд в своем репертуаре».
Ярослав Забалуев, обозреватель сайта Film.ru, назвал фильм «остроумным голом престижа». Критик считает, что «Оз» ориентирован на «младших и средних школьников».
Валерий Кичин, кинообозреватель «Российской газеты», считает, что «Оз» является собирательной картиной таких фильмов, как «Аладдин», «Белоснежки» и «Хранителя времени». Критик не доволен работой Франко, считая его игру «монотонной», также он думает, что фильм 1939 года «был во сто крат теплее и человечнее». На протяжении всей рецензии обозреватель назвал фильм «сказкой-душемойкой» и «двухчасовой петрушкой».